# Canoagem nos Jogos Sul-Americanos de 2010
As competições de canoagem nos Jogos Sul-Americanos de 2010 ocorreram entre 27 e 29 de março no Villa Náutica Embalse, em Guatapé. Vinte e quatro eventos foram disputados apenas na canoagem de velocidade.

## Calendário
| Março    | 17 | 18 | 19 | 20 | 21 | 22 | 23 | 24 | 25 | 26 | 27 | 28 | 29 | 30 | T  |
| -------- | -- | -- | -- | -- | -- | -- | -- | -- | -- | -- | -- | -- | -- | -- | -- |
| Canoagem |    |    |    |    |    |    |    |    |    |    | 8  | 8  | 8  |    | 24 |

## Medalhistas
Masculino
| Evento     | Ouro                                                                                    | Prata                                                                                 | Bronze                                                                              |
| K-1 200 m  | Edson da Silva BRA Brasil                                                               | Jhonson Vergara VEN Venezuela                                                         | Rubén Voisar Resola ARG Argentina                                                   |
| K-2 200 m  | Ricardo Barreto Roberto Maheler BRA Brasil                                              | Joaquín Siriscevic Rubén Voisar Resola ARG Argentina                                  | Giovanny Ramos Gabriel Rodríguez VEN Venezuela                                      |
| K-4 200 m  | Roberto Maheler Celso Oliveira Gilvan Ribeiro Edson da Silva BRA Brasil                 | Juan Pablo Bergero Daniel Dal Bo Joaquín Siriscevic Rubén Voisar Resola ARG Argentina | Jesús Colmenarez Marcos Javier Pérez Giovanny Ramos Gabriel Rodríguez VEN Venezuela |
| K-1 500 m  | Gilvan Ribeiro BRA Brasil                                                               | Joaquín Siriscevic ARG Argentina                                                      | Jhonson Vergara VEN Venezuela                                                       |
| K-2 500 m  | Givago Ribeiro Edson da Silva BRA Brasil                                                | Juan Pablo de Gesus Pablo de Torres ARG Argentina                                     | Giovanny Ramos Gabriel Rodríguez VEN Venezuela                                      |
| K-4 500 m  | Juan Pablo Bergero Daniel Dal Bo Joaquín Siriscevic Rubén Voisar Resola ARG Argentina   | Roberto Maheler Celso Oliveira Givago Ribeiro Edson da Silva BRA Brasil               | Jesús Colmenarez Marcos Javier Pérez Giovanny Ramos Gabriel Rodríguez VEN Venezuela |
| K-1 1000 m | Daniel Dal Bo ARG Argentina                                                             | João Rodrigues BRA Brasil                                                             | Yojan Cano González COL Colômbia                                                    |
| K-2 1000 m | Michel Ferreira Gilvan Ribeiro BRA Brasil                                               | Jesús Colmenarez Marcos Javier Pérez VEN Venezuela                                    | Fernando Nicolás Aguayo Cristian Vergara Núñez CHI Chile                            |
| K-4 1000 m | Juan Pablo Bergero Daniel Dal Bo Pablo de Torres Nelson Geringer Sallette ARG Argentina | Roberto Maheler Celso Oliveira Givago Ribeiro Edson da Silva BRA Brasil               | Jesús Colmenarez Marcos Javier Pérez Giovanny Ramos Gabriel Rodríguez VEN Venezuela |
| C-1 200 m  | Nivalter Jesus BRA Brasil                                                               | Ronny Ratia VEN Venezuela                                                             | Álvaro Torres Raguileo CHI Chile                                                    |
| C-2 200 m  | Ronílson Matias de Oliveira Erlon Silva BRA Brasil                                      | Eduyn Labarca Edward Paredes VEN Venezuela                                            | Fabián López Valdes Johnnathan Tafra Quitral CHI Chile                              |
| C-1 500 m  | Nivalter Jesus BRA Brasil                                                               | Andrés Lazo Arana ECU Equador                                                         | Sergio David Díaz COL Colômbia                                                      |
| C-2 500 m  | Ronílson Matias de Oliveira Erlon Silva BRA Brasil                                      | Eduyn Labarca Edward Paredes VEN Venezuela                                            | Andrés Escamilla Ospina Jesús Escamilla Ospina COL Colômbia                         |
| C-1 1000 m | Wladimir Sizenando Moreno BRA Brasil                                                    | Johnnathan Tafra Quitral CHI Chile                                                    | Edward Paredes VEN Venezuela                                                        |
| C-2 1000 m | Ronílson Matias de Oliveira Erlon Silva BRA Brasil                                      | Eduyn Labarca Edward Paredes VEN Venezuela                                            | Fabián López Valdes Johnnathan Tafra Quitral CHI Chile                              |

Feminino
| Evento     | Ouro                                                                    | Prata                                                                                               | Bronze                                                                                              |
| K-1 200 m  | María Fernanda Lauro ARG Argentina                                      | Tatiana Muñoz Rua COL Colômbia                                                                      | Eliana Escalona VEN Venezuela                                                                       |
| K-2 200 m  | Juliana Domingos Naiane Pereira BRA Brasil                              | María Magdalena Garro María Fernanda Lauro ARG Argentina                                            | Aura Escamilla Ospina Tatiana Muñoz Rua COL Colômbia                                                |
| K-4 200 m  | Daniela Alvarez Juliana Domingos Naiane Pereira Ariela Pinto BRA Brasil | María Cecilia Collueque Natalin Fontanini María Magdalena Garro María Fernanda Lauro ARG Argentina  | Aura Escamilla Ospina Tatiana Muñoz Rua Ruth Pita Niño Ivonne Zanguna Fonseca COL Colômbia          |
| K-1 500 m  | María Fernanda Lauro ARG Argentina                                      | Tatiana Muñoz Rua COL Colômbia                                                                      | Naiane Pereira BRA Brasil                                                                           |
| K-2 500 m  | Aura Escamilla Ospina Tatiana Muñoz Rua COL Colômbia                    | Juliana Domingos Naiane Pereira BRA Brasil                                                          | María Cecilia Collueque María Fernanda Lauro ARG Argentina                                          |
| K-4 500 m  | Juliana Domingos Bruna Gama Naiane Pereira Ariela Pinto BRA Brasil      | Barbara Moraga Gómez Ysumy Orellana Trigo Yanara Padilla Santander Fabiola Zamorano Pavez CHI Chile | Eliana Escalona Yuleidis Ramos Andreina Silva Vanessa Yorsel Silva VEN Venezuela                    |
| K-1 1000 m | María Fernanda Lauro ARG Argentina                                      | Tatiana Muñoz Rua COL Colômbia                                                                      | Naiane Pereira BRA Brasil                                                                           |
| K-2 1000 m | Barbara Moraga Gómez Fabiola Zamorano Pavez CHI Chile                   | Aura Escamilla Ospina Tatiana Muñoz Rua COL Colômbia                                                | Juliana Domingos Naiane Pereira BRA Brasil                                                          |
| K-4 1000 m | Juliana Domingos Bruna Gama Naiane Pereira Ariela Pinto BRA Brasil      | Aura Escamilla Ospina Tatiana Muñoz Rua Ruth Pita Niño María Valencia Santacruz COL Colômbia        | Barbara Moraga Gómez Ysumy Orellana Trigo Yanara Padilla Santander Fabiola Zamorano Pavez CHI Chile |

## Quadro de medalhas
| Ordem | País      | Medalha de ouro | Medalha de prata | Medalha de bronze | Total |
| ----- | --------- | --------------- | ---------------- | ----------------- | ----- |
| 1     | Brasil    | 16              | 4                | 3                 | 23    |
| 2     | Argentina | 6               | 6                | 2                 | 14    |
| 3     | Colômbia  | 1               | 5                | 5                 | 11    |
| 4     | Chile     | 1               | 2                | 5                 | 8     |
| 5     | Venezuela |                 | 6                | 9                 | 15    |
| 6     | Equador   |                 | 1                |                   | 1     |
| TOTAL | TOTAL     | 24              | 24               | 24                | 72    |